# (6452) Johneuller
(6452) Johneuller es un asteroide perteneciente al cinturón de asteroides, descubierto el 17 de abril de 1991 por Thomas Balonek desde el Observatorio de Foggy Bottom, Estados Unidos.

## Designación y nombre
Designado provisionalmente como 1991 HA. Fue nombrado en honor a John E. Euller, un dedicado y muy respetado profesor de física de secundaria. Educado en la Universidad Estatal de Pensilvania y la Universidad de Buffalo, enseñó física y química durante una carrera de 33 años. De 1959 a 1984 enseñó física en Eastridge High School en Irondequoit, Nueva York, donde sus animadas demostraciones inspiraron a generaciones de estudiantes. Ha tenido intereses de toda la vida en la ciencia y los viajes.

## Características orbitales
Johneuller está situado a una distancia media del Sol de 2,441 ua, pudiendo alejarse hasta 2,597 ua y acercarse hasta 2,284 ua. Su excentricidad es 0,064 y la inclinación orbital 1,681 grados. Emplea 1392,64 días en completar una órbita alrededor del Sol.

## Características físicas
La magnitud absoluta de Johneuller es 13,75. Tiene 7,756 km de diámetro y su albedo se estima en 0,100.